# Goundo
Le goundo est une langue adamaoua en voie d'extinction parlée au Tchad. Le goundo se parle aujourd'hui dans trois villages, à savoir Goundo (Bengli), Goundo Nangom et Goundo Ylla.